# Ефремовский (Ростовская область)
Ефремовский — хутор в Матвеево-Курганском районе Ростовской области. Входит в Малокирсановское сельское поселение.

## География
На хуторе имеется одна улица: Ореховая.

## Население
| 2010 |
| ---- |
| 6    |